# Winfried Brohm
Winfried Brohm (* 4. März 1932 in Karlsruhe; † 10. August 2012 in Konstanz) war ein deutscher Jurist und Hochschullehrer.

## Leben
Winfried Brohm studierte Rechtswissenschaft und Volkswirtschaft an der Ruprecht-Karls-Universität Heidelberg. 1958 wurde er in Heidelberg mit einer Arbeit über die Vollzugsnorm und Rechtsschutz im Baurecht zum Doktor der Rechte promoviert. Nach erster und zweiter juristischer Staatsprüfung habilitierte er sich 1967 an der Albert-Ludwigs-Universität Freiburg; er galt als Schüler von Horst Ehmke. 1968 lehrte er als Privatdozent an der Universität Freiburg und hatte Lehraufträge an den Universitäten Marburg, Mannheim und Gießen. 
1969 wurde er als ordentlicher Universitätsprofessor an die Universität Bielefeld berufen. Brohm erhielt 1973 einen Ruf auf den Lehrstuhl für Staats- und Verwaltungsrecht der Universität Konstanz. 2000 wurde er emeritiert. 1975/76 war er Sprecher des Fachbereichs Rechtswissenschaften in Konstanz.
Winfried Brohm war zudem von 1975 bis 1988 Richter im Nebenamt am Verwaltungsgerichtshof Baden-Württemberg in Mannheim (VGH BW). Seit 1952 war er Mitglied der katholischen Studentenverbindung KDStV Arminia Heidelberg.

## Wirken
Hauptlehr- und -forschungsgebiet von Brohm waren Staatsrecht, Verwaltungsrecht, öffentliches Wirtschaftsrecht, Planungsrecht und Verwaltungswissenschaften. Er veröffentlichte zahlreiche Bücher und über 100 wissenschaftliche Aufsätze. Seine wissenschaftlichen Leistungen wurden 2002 von Carl-Eugen Eberle, Martin Ibler und Dieter Lorenz mit einer umfangreichen Festschrift Der Wandel des Staates vor den Herausforderungen der Gegenwart gewürdigt.
Er war Mitglied der Vereinigung der Deutschen Staatsrechtslehrer.

## Schriften
- Vollzugsnorm und Rechtsschutz im Baurecht. 1957.
- Strukturen der Wirtschaftsverwaltung. Kohlhammer, 1969.
- mit Wolfgang Martens, Peter Häberle, Otto Bachof: Grundrechte im Leistungsstaat. Die Dogmatik des Verwaltungsrechts vor den Gegenwartsaufgaben der Verwaltung. De Gruyter, 1978, ISBN 3110042231.
- Staatliche Straßenplanung und gemeindliche Bauleitplanung. Heitmann, 1979, ISBN 3873001624.
- Planungs- und Entwicklungsverwaltung. 1983.
- Landeshoheit und Bundesverwaltung. Keip, 1995.
- Verkehrsberuhigung in Städten. Decker, 1998, ISBN 3768551849.
- mit Berthold Kiefer, Ingo K. Richter (Autoren), Dieter Grimm (Hrsg.): Einführung in das Öffentliche Recht. Verfassung und Verwaltung. 1999, ISBN 3825213633 (UTB für Wissenschaft).
- Die Venus-Statue hoch über dem Bodensee: Der praktische Fall- öffentliches Recht. Beck, 1999.
- Verwaltung und Verwaltungsgerichtsbarkeit als Steuerungsmechanismen in einem System pluraler Rechtserzeugung. Universitätsverlag, Konstanz 1986.
- Öffentliches Baurecht. 3. Auflage. Beck, 2008, ISBN 340648414X.